# Педро Аријас де Авила
Педро Аријас де Авила (шп. Pedro Arias de Ávila) звани Педраријас Давила, (Сеговија 1440. или 1443 — Леон, 6. март 1531), шпански војник и колонијални гувернер.

## Биографија
Ожењен је био са добром другарицом шпанске краљице Изабеле I од Кастиље и као такав имао добре изгледе у освајању Америке. Као војник узео је учешће у реконквисти против Маура у Гранади и северној Африци. Године 1514. од краља Фернанда II од Арагоније овлаштен је за велику експедицију од 19 бродова и 1.500 људи и кренуо у Америку. Стигао је до Санта Марте у Колумбији и настанио се у провинци Даријен (данашња источна Панама), којом је управљао његов зет који је први открио Пацифик - Васко Нуњез де Балбоа (шп. Vasco Núñez de Balboa). Године 1514. Давила постаје гувернер једног дела земаља коју је открио Балбоа, а касније је Балбоа постао жртва Педраријасове завјере и одузета му је власт и живот.
15. августа 1519. године подиже град Панама који је од 1524. године постао главни град провинције. Као гувернер шаље на експедицију Гила Гозалеса Давиле и 1524. године још Франсиска Ернандеза де Кордобу (шп. Francisco Hernández de Córdoba). Био је и у договору са Дијегом де Алмагром и Франсиском Пизаром око освајања Перуа од чега се повукао 1526. године уз финансијску надокнаду. Давила није веровао у успех те експедиције.
Краљ Фернандо је преминуо 1516. године и његов наследник Карлос I за новог гувернера је поставио гувернера Канарских острва Лопе до Сосу (Lope de Sosa), који је тамо стигао тек у мају 1520. године, када и умре. До тада је Антигва под Педраријом постала први град у Новом свету који је добио свој грб и статус града, као први град у Америци добије и своју бискупију.
1. јула 1527. године напустио је гувернатуру Панаме и отишао на место гувернера у град Леон, Никарагва. Ту умре 6. марта 1531. у 91 години живота.

## Колонијални гувернер
Узнемирујуће гласине које су стизале из Тијера Фирме (у данашњој Панами) 1513. у вези са понашањем тамошње владе Васка Нуњеза де Балбое навеле су шпанског краља да именује свог дворанина Педра Аријаса де Авилу, познатог као Педраријас Давила, за гувернера колоније и да га овласти да истражи Балбоине поступке. Педраријас, родом из Сеговије и мањи припадник шпанског племства, био је ветеран шпанских похода на северну Африку. Близак епископу Бургоса, био је важан краљевски саветник.
Педрарије је са собом повео скоро хиљаду и пет стотина људи, укључујући слуге, насељенике и авантуристе. Ова експедиција је послужила као полигон за каснија освајања. Значајни међу члановима експедиције били су Ернандо де Сото, Бернал Дијаз дел Кастиљо и Гонзало Фернандез де Овиедо. Бернал Дијаз, у својој чувеној историји освајања Мексика, указује да су многи чланови експедиције који нису успели да стекну богатство прешли у друге, касније авантуре.

### Панама
Педраријасова влада у Тијера Фирме обележена је суровошћу и поделама. Од самог почетка, мала колонија је била подељена између Балбоиних присталица и следбеника новог гувернера, од којих су обојица полагали право на краљевску власт над регионом. Присуство злата и растући стратешки значај овог места повећали су улог у сукобу. Балбоа је одлучио да се пресели на обалу Пацифика, далеко од Педрариасове сфере активности. Али он је остао у блиском контакту са пословима на двору у Шпанији, шаљући многа писма кући осуђујући грешке и претеривања свог ривала. Балбоа се надао да ће реформски покрет у Шпанији на крају опозвати Педраријаса, омогућавајући Балбои да поврати свој монопол на власти. Али Педрариас је пресрео нека од ових писама и оптужио Балбоу за издају. Када је до колоније стигла вест да је краљевски истражитељ послат да започне истрагу против Педраријаса, он је успео да ухапси Балбоу, који је после кратког суђења погубљен.
Године 1519, Педрариас је формално основао територију Панаме, померивши се на север од првобитног насеља Санта Марија Ла Антигва де Даријен. Ова нова територија обухватала је сву првобитну јурисдикцију коју је стекао Балбоа, као и обалу Пацифика додељену овом последњем под његовом титулом као аделантадо. Иако је Педраријас познат по својој немилосрдности, а посебно по погубљењу Балбое, он је заслужан за проширење географског знања Шпанаца о Централној Америци.

### Никарагва
Организовао је многе експедиције северно и јужно од Панаме, постављајући темеље за каснија освајања Никарагве и на крају Перуа. Важни конквистадори Гил Гонзалес Давила и Франсиско Пизаро служили су под Педраријасовим руководством. Његове експедиције су у основи биле потраге за робовима, златом и драгим камењем. Својом експлоатацијом региона могао је да се одржи и финансира даља истраживања.

Умро је као гувернер провинције Никарагве. Његова каријера је дала свој печат јужном делу Централне Америке, који је већи део сам контролисао и истраживао. Служба под њим постала је једна од карактеристика која повезује освајања Мексика и Перуа.

## Наслеђе
Педраријо Давила је био крутог и подмуклог карактера али је успео да постави темеље за даља освајања шпанских колонија у Јужној Америци. 

## У популарној култури
Давила се појављује као антагониста у шпанској серији Конквистадори: Авантура из 2017.